# Ear Drummer Records
La  Ear Drummer Records (nota in precedenza come EarDrummers Entertainment) è un'etichetta discografica statunitense, fondata nel 2006 dal produttore discografico Mike Will Made It.
L'etichetta è diventata famosa dopo avere firmato i Rae Sremmurd.

## Artisti
- Mike WiLL Made-It (fondatore)
- Andréa
- Eearz
- Rae Sremmurd
- Rico Pressley
- Slim Jxmmi
- Swae Lee
- Trouble
- Two-9
- Medi

### Produttori interni
- 30 Roc
- Blue Cheeze
- DJ Fu
- Ducko McFli
- GT
- J-Bo
- Marz
- Mike Will Made It
- Pluss
- P-Nazty
- Randy Lanphear
- Resource
- Scooly
- Swae Lee
- Whatlilshoddysay
- F1Jo
- Anser On the Beat